# اینگرید ون هوتن-خرونفلد
اینگرید ون هوتن-خرونفلد (انگلیسی: Ingrid van Houten-Groeneveld؛ زادهٔ ۲۱ اکتبر ۱۹۲۱) یک اخترشناس اهل هلند بود.